# ویبو والنتسیا
ویبو والنتسیا (به ایتالیایی: Vibo Valentia) یک کومونه در ایتالیا است که در استان ویبو والنتیا واقع شده‌است.

## خصوصیات
ویبو والنتسیا ۴۶٫۲ کیلومترمربع مساحت و ۳۳٬۸۱۹ نفر جمعیت دارد و ۴۷۶ متر بالاتر از سطح دریا واقع شده‌است.

## خواهرخوانده
شهرهای کورلئونه، رودا شلوسکا، Vrnjačka Banja، کراکوف و غازی عینتاب خواهرخوانده‌های ویبو والنتسیا هستند.